# Эрколано, Барбара
Барбара Эрколано (итал. Barbara Ercolano, род. 1977, Неаполь) — итальянский астрофизик, известна своими работами по межзвёздной пыли, звездообразованию и протопланетным дискам. Она является профессором теоретической астрофизики в Университетской обсерватории Мюнхена Мюнхенского университета Людвига-Максимилиана.
Эрколано родом из Неаполя, изучала астрофизику в Университетском колледже Лондона. После постдокторских исследований в Университетском колледже Лондона, Гарвард-Смитсоновском центре астрофизики и Кембриджском университете, она стала преподавателем астрофизики в Эксетерском университете. Она перешла в Мюнхенский университет в качестве профессора в 2010 году.
Эрколано — лауреат премии Фаулера в области астрономии Королевского астрономического общества 2010 года.